# Bonifacio Moreno
Bonifacio Moreno är en ort i Mexiko.   Den ligger i kommunen Aguililla och delstaten Michoacán de Ocampo, i den södra delen av landet, 400 km väster om huvudstaden Mexico City. Bonifacio Moreno ligger 282 meter över havet och antalet invånare är 2 232.
Terrängen runt Bonifacio Moreno är kuperad söderut, men norrut är den platt. Runt Bonifacio Moreno är det glesbefolkat, med 13 invånare per kvadratkilometer. Närmaste större samhälle är Felipe Carrillo Puerto, 19,0 km norr om Bonifacio Moreno. I omgivningarna runt Bonifacio Moreno växer huvudsakligen savannskog.